# SN 1990R
SN 1990R – supernowa typu Ia odkryta 26 czerwca 1990 roku w galaktyce M+02-54-10. W momencie odkrycia miała maksymalną jasność 17,50m.